# Ventino: el precio de la gloria
Ventino: el precio de la gloria es una serie de televisión colombiana de antología musical, drama y comedia producida por Caracol Televisión, la cual está basada en la vida musical de 4 chicas que luchan por llegar a la gloria, cuando su mayor obstáculo es su mánager; Martina Pumarejo, una obstinada mujer dispuesta a hacerlo todo por destruirlas y continuar su venganza. Protagonizado por el grupo musical pop colombiano, Ventino.
Está protagonizada por Natalia Afanador, María Cristina "Makis" de Angulo, Camila Esguerra, Olga Lucía Vives y José Ramón Barreto, con la participación antagónica de Carolina Gómez, junto a un extenso reparto coral. La serie se estrenó el 1 de marzo de 2023 por Caracol Televisión, y finalizó el 30 de mayo del mismo año.

## Sinopsis
Martina Pumarejo es una ambiciosa jovencita, que tras llevarse a la cama al novio de su mejor amiga, queda en embarazo. Para no poner su reputación en riesgo decide alejarse y tener a su hija sola para después abandonarla y seguir adelante con sus planes.
Pasan más de 20 años y Martina se ha convertido en una gran productora musical y en la reconocida juez de un importante reality. Pero a su vida llega Natalia, una joven cantante que después de confrontarla y de acusarla públicamente de ser una tirana, pone su mundo a tambalear. Decidida a darle una lección, Martina se empeña en un perverso plan de venganza que tiene como centro un grupo musical conformado por talentosas chicas a las que usará como pretexto para humillar y acabar a Natalia. El final tendrá como resultado una gran revelación.

## Reparto
- Natalia Afanador como ella misma
- María Cristina "Makis" de Angulo como ella misma
- Camila Esguerra como ella misma
- Olga Lucía Vives como ella misma
- Carolina Gómez como Martina Pumarejo García
- José Ramón Barreto como Manolo Cano
- Katherine Vélez como María Mercedes "Merce" García
- Sandra Reyes como Amanda Afanador
- Miguel González como Mauricio
- César Mora como Adolfo Cano
- Andy Munera como Alex Cano
- Juan Millán como Miguel
- Ernesto Benjumea como Luis Carlos Esguerra
- Esteban Díaz como Jaime Vives
- Mariana Mozo como Ana Vives
- Sharik Abusaid como Mafe
- Elkin Díaz como Ernesto
- Diego Mateus como Edgar
- Luigi Aycardi como Rodolfo
- Orlando Valenzuela
- Juan Felipe Samper como Renato Lopera
- Indhira Serrano como Patricia

## Banda sonora
Ventino: El Precio de la Gloria es la banda sonora de la serie de televisión de Caracol Televisión, Ventino: El Precio de la Gloria. Fue lanzada el 13 de febrero de 2023 a nivel mundial por Sony Music Entertainment, en formato digital. Todas las canciones del álbum son interpretadas por las protagonistas e integrantes de la agrupación colombiana Ventino.

### Listado de canciones
| N.º | Título                               | Duración |  |
| 1.  | «Qué Fácil»                          | 2:23     |  |
| 2.  | «Equivocarse»                        | 3:08     |  |
| 3.  | «Explicación» (con Santiago Deluchi) | 2:54     |  |
| 4.  | «Nostalgia»                          | 3:49     |  |
| 5.  | «Para Despedirme»                    | 2:45     |  |
| 6.  | «Entre Mis Planes»                   | 2:38     |  |
| 7.  | «Caramelo»                           | 2:38     |  |
| 8.  | «Besos en la Herida»                 | 2:34     |  |
| 9.  | «Bueno Para Mí»                      | 2:30     |  |
| 10. | «Cuando Me Acuerdo de Ti»            | 3:34     |  |